# Stara Maiacika, Țiurupînsk
Stara Maiacika (în ucraineană Стара Маячка) este un sat în comuna Podo-Kalînivka din raionul Țiurupînsk, regiunea Herson, Ucraina.

## Demografie
Componența lingvistică a localității Stara Maiacika
     Ucraineană (93,14%)
     Rusă (5,34%)
     Maghiară (1,37%)
     Alte limbi (0,15%)
Conform recensământului din 2001, majoritatea populației localității Stara Maiacika era vorbitoare de ucraineană (93,14%), existând în minoritate și vorbitori de rusă (5,34%) și maghiară (1,37%).